# Joëlle Jolivet
 (avril 2016).
Si vous disposez d'ouvrages ou d'articles de référence ou si vous connaissez des sites web de qualité traitant du thème abordé ici, merci de compléter l'article en donnant les références utiles à sa vérifiabilité et en les liant à la section « Notes et références ».
Pour les articles homonymes, voir Jolivet.

Joëlle Jolivet est une illustratrice française, née en 1965. Elle travaille dans l'édition, la presse et la publicité.
Elle vit et travaille à Ivry-sur-Seine.

## Biographie
Joëlle Jolivet a toujours dessiné puis peint et gravé. Après des études de graphisme à l'Ecole Nationale Supérieure des Arts Appliqués et des Métiers d'Art Olivier de Serres à Paris, elle s’intéresse à la lithographie et suit des cours à l'École des beaux-arts de Paris. Cela la conduit à la gravure sur linoléum, qui devient son principal moyen d’expression.
Elle publie de nombreux albums jeunesse édités dans le monde entier, seule ou en collaboration, des bandes dessinées, illustre des couvertures de romans et travaille régulièrement pour la presse.
Elle a réalisé les illustrations de la station Clamart du Grand Paris express

## Publications
- 1989 : Danger, bonbons !, de Christine Brouillet, coll. « Souris noire », Syros
- 1990 : Ménagerie nocturne, de P. Moessinger, Nathan
- 1991 : Ouest américain, la forêt dévastée, de J.-C. Duluc, coll. « Carnets du Monde », Albin Michel
- 1992 : La Vache qui rêvait d'aller au bal, de E. de Bergevin, Nathan
- 1994 : 
  - Sénégal, le retour d'un immigré, de Babacar Niang, coll. « Carnets du Monde », Albin Michel
  - Léon le cochon, coll. « Moi », Albin Michel
  - Images et Mots, Seuil Jeunesse (traduction ALPHABLOCKS; Chronicle Books, 1994 (Etats-Unis))
  - Le Rat célibataire et autres contes, de Manfeï Obin, coll. « Paroles de conteurs », Syros
- 1995 : 
  - Agathe la vache, coll. « Moi », Albin Michel
  - Boîte à lettres, en collaboration avec Valérie Guidoux, Seuil Jeunesse
  - Pas de violon pour les sorcières, de Catherine Fogel, Seuil Jeunesse (traduction: De tre musikalske bjørne, Thorup, Danemark 1996)
  - Gros Doudou, Albin Michel, réédition 1997
- 1996 : Le Roi des oiseaux et autres contes, de Bernadéte Bidaude, coll. « Paroles de conteurs », Syros
- 1997 : Jack et la Sorcière de mer et autres contes d'Écosse, de Fiona MacLeod, coll. « Paroles de conteurs », Syros
- 1998 : 
  - Contes et Légendes de Bretagne, d'Yves Pinguilly, Nathan
  - Vivre fatigue, de Jean-Claude Izzo, Librio
- 1999 : 
  - La Vache, le Cochon, le Cirque, le Square, coll. « Déplimages », Albin Michel
  - La Dame qui aimait trop les chevaux, de Martine Laffon, Seuil Jeunesse, Shin Won Agency
  - Tapidou, Seuil Jeunesse
  - Issounboshi et autres contes du Japon, de Pascal Fauliot, coll. « Paroles de conteurs », Syros
  - Soundiata l'enfant-lion, de Lilyan Kesteloot, Casterman Epopée
- 2000 : 
  - Le Loukoum à la pistache et autres contes d'Orient, de Catherine Zarcate, coll. « Paroles de conteurs », Syros
  - Les Trois Petits Pourceaux, de Coline Promeyrat, Didier
- 2001 : 
  - Vues d'Ivry, Cornélius
  - Le Bestiaire des philosophes, de Christian Roche et Jean-Jacques Barrière, Seuil
- 2002 : 
  - Monsieur Troublevue et son brochet. Un conte des cinq sens, de Jean-Luc Fromental, Seuil jeunesse
  - Zoo Logique, Seuil jeunesse (traductions : ZOOLOGICO; Diagonal Junior (Espagne), 2003, ZOO-LOGIC; Editorial Empuriès, 2003, SUURI ELÄIN KIRJA; Nemo, 2006 (Finlande), BESTENBOEK; De Harmonie Standaart, 2003 (Hollande), ZOO-OLOGIE; Carlsen (Allemagne), 2004, ZOO-OLOGY; Roaring Brook, 2004 (État-Unis), TO MEGALO BIBLIO ME TA ZOA, Kaleidoscopio, 2008 (Grèce), Géorgie, Russie, Corée, Chine, Pologne, ZOOLOGICO, Rizzoli (Italie)
  - Les contes D’Humahuaca, de Bernard Giraudeau, Seuil-Métailié
  - Le Petit Chaperon rouge, de Charles Perrault, Albin Michel jeunesse
- 2004 : 
  - Un cœur qui bat, de Virginie Aladjidi, Thierry Magnier, coll. « Tête de Lard »
  - Presque tout, Seuil jeunesse (traductions : ALMOST EVERYTHING; Roaring Brook Press (États-Unis), 2005, FAST ALLES; Carlsen (Allemagne), 2006, CASI TODO; El Aleph Editores (Barcelones), 2005, BIJNA ALLES; De Harmonie, 2004 (Hollande), Pologne, Russie
- 2005 :
  - Zigotos de zoo, tome 1 : Faim de loup, d'Yves Hughes, Gallimard jeunesse, coll. « Folio cadet »
  - Les Contes de Shakespeare, de Charles et Mary Lamb, Naïve
  - Le Grand Livre des lutins, gnomes, elfes…, collectif, Albin Michel jeunesse
  - Zigotos de zoo, tome 2 : Trop bavards, d'Yves Hughes, Gallimard jeunesse, coll. « Folio cadet »
- 2006 : 
  - Histoire des Maori, de Claire Merleau-Ponty et Céline Mozziconacci, Actes sud junior
  - Zigotos de zoo, tome 3 : Secret d'éléphant, d'Yves Hughes, Gallimard jeunesse, coll. « Folio cadet »
  - 365 Pingouins, de Jean-Luc Fromental, Naïve, réédité chez Helium, prix Sorcières 2008, sélection Baobab 2006 (Salon du livre et de la presse jeunesse de Montreuil), Boston Globe-Horn Honor Book Awards 2007 (États-Unis), Wanda Gag Honor Books 2007 (États-Unis), Premio & Super Premio Andersen 2007 (Italie), Premio Nazionale Libro per l’ambiente 2007 (Italie)(traductions : 365 PENGUINS, Abrams Inc., 2006 (États-Unis), 365 PINGÜNOS, Kokinos, 2006 (Espagne), 365 PINGUINI, Il Castoro, 2006 (Italie), Bronze, 2006 (Japon), 365 PINGUÏNS; Gottmer, 2007 (Hollande), Borim Press, 2007 (Corée), 365 PINGUINE, Carlsen, 2008 (Allemagne), Hsinex, 2008 (Chine), 365 PINGVINER, Aschehoug 2008 (Norvège), Kinneret, 2008 (Israël), 365 PINGÜINS, Orfeo Negro (Portugal), 365 PINGÜINS , Companhia das leteras (Brésil), 365 TUČNAKŮ Baobab (République tchèque), 365 PENGEN (Turquie)
  - La Très Petite Zébuline, de Véronique Ovaldé, Actes sud junior, sélection Baobab 2006 (Salon du livre et de la presse jeunesse de Montreuil), bourse Goncourt jeunesse 2007 (traduction: Corée, Emirats)
- 2007 : 
  - Costumes, Panama, prix sorcières 2009 (traductions : THE COLOSSAL BOOK OF COSTUMS, Thames & Hudson, 2008 (Grande-Bretagne) ATUENDOS; Koninos 2008 (Espagne) KLERENBOEK, De Harmonie, 2008 (Pays-Bas))
  - Vues d'ici, avec Fani Marceau, Naïve, sélection Baobab 2007 (Salon du livre et de la presse jeunesse de Montreuil)(traduction PANORAMA, Abrams , 2009 (États-Unis) Bei tag und bei Nacht, Knesenbeck, 2010 (Allemagne))
  - 24 pingouins avant Noël, de Jean-Luc Fromental, ingénierie papier Gérard Lo Monaco, Naïve
- 2008 : 
  - Le Jour de la fin du monde, d'Albéna Ivanovitch-Lair et Annie Caldirac, Tourbillon
  - Coloriages, Panama
  - Shah shah persan, de Jean Constantin, Éditions du Rouergue
- 2009 : 
  - Oups !, de Jean-Luc Fromental, Hélium, sélection Baobab (traductions : OOPS !, Abrams, 2010 (Etats-Unis), OUPS !, Carlsen, 2010 (Allemagne))
  - Le Schmat doudou, de Muriel Bloch, Syros
- 2010 : 
  - Moby Dick, de Philippe Jaworsky, avec Gérard Lo Monaco, Gallimard Jeunesse
  - 10 p'tits pingouins, de Jean-Luc Fromental, ingenierie papier Bernard Dusuit, Helium, (traductions : 10 LITTLE PENGUINS, Abrams, (Etats-Unis) 2010, 10 PICCOLI PINGUINI , Il Castoro (Italie), 2010, 10 KLEINE PINGUINE, Carlsen (Allemagne), 2010, 10 PEQUENOS PINGUINOS, La osa menor (Espagne), 2010, Gakken (Japon))
  - L'Homme qui plantait des arbres, de Jean Giono, Gallimard Jeunesse (traductions L’UOMO CHE PIANTAVA GLI ALBERI, Maggazini Salani (Italie), 2010, EL HOMBRE QUE PLANTABA ARBOLES, Duomo ediciones (Espagne), 2010, Dourei Publications (Corée), 2010 )
  - Coloriages, Les Grandes Personnes (réédition), Zilveren Penseel 2011 (traductions : COLOREART, mtm (Espagne), 2010,KLEURALLES, De Harmonie,(Hollande), 2010, DAS MALBUCH, Knesebeck (Allemagne), 2010, Japon)
- 2011 : 
  - Rapido, de Jean-Luc Fromental, Hélium
  - 10 p'tits pingouins autour du monde, de Jean-Luc Fromental, Hélium
- 2012 : Dans le livre, avec Fani Marceau, Hélium
- 2013 :
  - Costumes, Les Grandes Personnes (réédition augmentée) (traduction COSTUMI, Ippocampo, Italie)
  - Costumes à colorier, Les Grandes Personnes
  - Le Tigre de miel, texte de Karthika Naïr, Hélium (traductions : The Honey Hunter, Little Zubaan (Inde), Bangladesh, The Honey Hunter, Little Gestalten (Royaume Uni, Allemagne)
  - Elle est où la ligne, texte de Davide Cali, Trimestre, Oskar
  - Histoire du chat et de la souris qui devinrent amis, texte de Luis Sepulveda, Métailié
- 2014 :
  - À Paris, texte de Ramona Badescu, Les Grandes Personnes
  - Histoire d'un escargot qui découvrit l'importance de la lenteur, texte de Luis Sepulveda, Métailié
- 2015 : 
  - Euraoundzeweurld, chansons de Merlot, Harmonia Mundi
  - Os Court! , texte de Jean-Luc Fromental, Hélium, Pépite France Télévisions (traductions : Tenebrossa, Orecchio Acerbo, (Italie), Bonesville, Abrams (Etats-Unis), Japon, Knekelstad, de Harmonie, Pays Bas, Chine, El Mistero de Huesopolis, Fondo De Cultura Economica (Mexique))
- 2016 :
  - Histoire d’un chien mapuche, texte de Luis Sepulveda, Métailié
  - An indian beach, by day and night, Tara Books
  - Villa Cavrois, Editions du patrimoine
- 2018 :
  - L’ours contre la montre, Texte de Jean-Luc Fromental , Helium (traduction : Ma l'orso, c'è l'ha, l'orologio, Panini,(Italie) L'oso a contrarreloj, Maeva (Espagne) L'oso contra el reloj, Amanuta (Chili), Pologne, Japon, Turquie, Bear against time, Norton, (Etats-Unis) )
  - Over and underground in Mumbai and Paris avec Sampurna Chattarji, Karthika Naïr, Roshni Vyam, Westland (Inde)
- 2019 :
  - Histoire d’une baleine blanche, texte de Luis Sepulveda, Métailié
- 2020 :
  - Freak parade, scénario de Fabrice Colin , Denoël Graphic (traduction La paradas de los freaks, Aloha Editorial (Espagne))
- 2021 :
  - Le corps humain, Les Grandes Personnes, zilveren penseel 2023 Pays Bas (traduction : Ons Lichaam, De Harmonie (Pays-Bas), Islande, El cuerpo humano, Edelvives (Espagne, Catalan, Basque, The human body, Thames and Huston, Royaume-Uni, Finlande, Il corpo umano, Ippocampo (Italie))
  - Miss Chat 1 le cas du canari, texte de Jean-Luc Fromental , Helium, Prix Bernard Versele, Belgique (traduction : Fatatrac (Italie), Zorro Rojo (Espagne), Thames and Hudson (Royaume-Uni), Allemagne, Russie, Danemark, Belgique, Brésil)
  - To je Tàbor, texte de Tereza Horvathova, Baobab (République tchèque)
  - Les serpents de la frontière, roman de James Crumley, Gallmeister
- 2022 :
  - Les oiseaux électriques de Pothakudi, texte de Karthika Naïr, Helium, Prix Felipe (traduction The electric birds of Pothakudi, Tate Publishing (Royaume-Uni))
  - Miss Chat 2 l’affaire du lutin teint, texte de Jean-Luc Fromental , Helium (traduction : Fatatrac (Italie), Zorro Rojo (Espagne), Thames and Hudson (Royaume-Uni), Allemagne, Russie, Danemark, Belgique, Brésil)
  - The 90 day cast, Tara Books (Inde)
- 2023
  - Miss Chat 3 le mystère de la neige chaude, texte de Jean-Luc Fromental , Helium (traduction : Fatatrac (Italie), Zorro Rojo (Espagne), Thames and Hudson (Royaume-Uni), Allemagne, Danemark, Belgique, Brésil)
  - Le feuilleton de Tsippora, Muriel Szac, Bayard éditions
- 2024
  - Miss Chat 4 le chat rebooté, texte de Jean-Luc Fromental , Helium  (traduction : Fatatrac (Italie), Zorro Rojo (Espagne), Thames and Hudson (Royaume-Uni), Allemagne, Danemark, Belgique, Brésil)
  - Paris à colorier, Les Grandes Personnes
  - Di sguardo in sguardo, texte de Giusi Quarenghi, Italie

### Expositions
- De lignes en ligne - Galerie Daniel Maghen (Paris) - juillet 2011[2],[3]
- Clac clac ! Salon du livre et de la presse de Montreuil, décembre 2015
- Exposition Le petit monde de… Joëlle Jolivet , Médiathèque Toussaint, Angers  2018 [4]
- Grave bien ! Médiathèques de Plaine Commune, 2020-2021 [5]
- Troppo di Tutto, Hamelin assossiazione culturale, avril mai 2025 [6]

## Distinctions
- Prix Bernard Versele 2024[7] catégorie 4 chouettes, pour  Miss Chat (T. 1). Le cas du canari, texte de Jean-Luc Fromental